# Elena Temnikova
Elena Vladimirovna Temnikova, née le 18 avril 1985 à Kourgan, est une chanteuse russe. Elle se fait connaître en tant que candidate au concours de talents Star Factory et en tant que l'une des trois membres du groupe de filles russe Serebro, qui représente la Russie au concours Eurovision de la chanson 2007. Elle a fait partie du groupe Serebro.

## Biographie
Elena Temnikova est une chanteuse, personnalité de la télévision et créatrice de mode russe. Elle commence à étudier la musique à l'âge de cinq ans, joue du violon et chante dans une chorale,. Elle se fait connaître dans les médias en participant à l'émission de talents Star Factory de Channel One en 2003. Elle est repérée par Maxim Fadeev, le producteur principal de Star Factory, et signe un contrat d'enregistrement avec la maison de disques de Fadeev, Monolit Records. 

### Serebro: 2007-2014
Le groupe de musique Serebro, composé de Temnikova, Olga Seryabkina et Marina Lizorkina, représente la Russie au Concours Eurovision de la chanson 2007 avec la chanson Song #1 et remporte la 3e place, derrière la Serbie et l'Ukraine,. 
Elena Temnikova sort son premier single en solo, Зависимость (Dépendence), en novembre 2014, et poursuit ensuite sa carrière en solo.

## Discographie

### Albums
- 2016 : TEMNIKOVA I
- 2016 : Импульсы (Remix)
- 2017 : TEMNIKOVA II
- 2018 : TEMNIKOVA III: Не модные (Not Fashionable)
- 2018 : Выше крыш. Акустический лайв, live album
- 2019 : TEMNIKOVA 4
- 2020 : TEMNIKOVA PRO
- 2021 : TEMNIKOVA 5: Paris

### Singles
| Single                   | Année | Chart positions | Chart positions | Album                    |
| Single                   | Année | RUS             | UKR             | Album                    |
| ------------------------ | ----- | --------------- | --------------- | ------------------------ |
| Дальше всех              | 2003  |                 |                 | non-album single         |
| Тайна                    | 2004  |                 |                 | non-album single         |
| Зависимость              | 2014  | 120             | 92              | non-album single         |
| Навстречу                | 2015  | 112             | 469             | non-album single         |
| Наверно (feat. Natan)    | 2015  | 6               | 26              | non-album single         |
| Ревность                 | 2016  | 42              | 588             | non-album single         |
| Импульсы города          | 2016  | 7               | 57              | TEMNIKOVA I              |
| Тепло                    | 2016  | 107             | 486             | TEMNIKOVA I              |
| Движения                 | 2016  | 162             | 513             | TEMNIKOVA I              |
| Не обвиняй меня          | 2016  | 44              | 539             | non-album single         |
| Давай улетим             | 2017  | 39              | 5               | non-album single         |
| Вдох                     | 2017  | 25              | 565             | TEMNIKOVA II             |
| Не модные                | 2018  | 7               | -               | TEMNIKOVA III: Не модные |
| Бабочки                  | 2019  | 73              |                 | TEMNIKOVA 4              |
| Жара                     | 2019  | 15              | 73              | non-album single         |
| Неон                     | 2020  | 28              | 40              | non-album single         |
| Как Барби в поисках Кена | 2020  | 45              | -               | non-album single         |

### Singles Promotionnels
| Single                         | Année | Chart positions | Album                    |
| Single                         | Année | RUS             | Album                    |
| ------------------------------ | ----- | --------------- | ------------------------ |
| Улетаем                        | 2016  | 157             | TEMNIKOVA I              |
| Сумасшедший русский (feat. ST) | 2017  |                 | Защитники (OST)          |
| Голые                          | 2017  | 207             | non-album single         |
| Казался странным               | 2017  | 141             | TEMNIKOVA II             |
| Подсыпал                       | 2017  | 503             | TEMNIKOVA II             |
| Мне нормально                  | 2017  |                 | TEMNIKOVA III: Не модные |
| Пой со мной (feat. Krec)       | 2017  |                 | non-album single         |
| Медленно                       | 2018  |                 | TEMNIKOVA III: Не модные |
| Не сдерживай меня              | 2018  | 227             | TEMNIKOVA III: Не модные |
| Под сердцами в кругах          | 2018  | 540             | non-album single         |
| Под луной                      | 2018  | 780             | non-album single         |
| Нет связи                      | 2019  | 65              | TEMNIKOVA 4              |
| Говорила                       | 2019  | 77              | TEMNIKOVA 4              |
| Иди за мной                    | 2019  | 173             | non-album single         |
| Обнимаю                        | 2019  |                 | non-album single         |
| Душит ювелирка                 | 2019  |                 | non-album single         |
| STRESS                         | 2019  |                 | non-album single         |
| DAIMNE.LOVE                    | 2019  | 430             | non-album single         |
| Моё любимое                    | 2019  |                 | non-album single         |
| Как на фантиках Love Is        | 2020  | 89              | non-album single         |
| Фаталити (feat Kareena)        | 2020  |                 | non-album single         |
| 2020                           | 2020  | 408             | non-album single         |
| Новогодняя                     | 2020  |                 | non-album single         |
| В м9се                         | 2021  |                 | TEMNIKOVA 5: Paris       |
| Бабочки и трип                 | 2021  |                 | TEMNIKOVA 5: Paris       |

### Autres chansons
| Single     | Année | Chart positions | Album        |
| Single     | Année | RUS             | Album        |
| ---------- | ----- | --------------- | ------------ |
| Ближе      | 2016  | 177             | TEMNIKOVA I  |
| По низам   | 2016  | 119             | TEMNIKOVA I  |
| Счастье    | 2016  | 170             | TEMNIKOVA I  |
| Фиолетовый | 2017  | 151             | TEMNIKOVA II |

### Features
| Single                                                                 | Année | Chart positions | Album             |
| Single                                                                 | Année | RUS             | Album             |
| ---------------------------------------------------------------------- | ----- | --------------- | ----------------- |
| ЧЁРНЫЕ БЕЛЫЕ (Callmeartur и Fabio featuring Elena Temnikova)           | 2018  | —               | Non-album singles |
| Диджей (Swanky Tunes featuring Elena Temnikova)                        | 2018  | 104             | Non-album singles |
| Нереальная любовь (feat. ЭММА М)                                       | 2019  | 6               | Non-album singles |
| Where You Wanna Be (R3hab featuring Elena Temnikova)                   | 2020  | 69              | Non-album singles |
| По краям (feat. PIZZA)                                                 | 2020  | 23              | Non-album singles |
| Из-за тебя (feat. Ramil')                                              | 2021  | 145             | Non-album singles |
| "—" indique une chanson pas listée sans classification ou pas publiée. |       |                 |                   |

### Music videos
| Year | Music Video                    | Director                                    | Album            |
| ---- | ------------------------------ | ------------------------------------------- | ---------------- |
| 2015 | Навстречу                      | Igor Schmelev                               | non-album single |
| 2015 | Наверно (feat. Natan)          | Aleksey Kupriyanov                          | non-album single |
| 2016 | Ревность                       | Aleksey Kupriyanov                          | non-album single |
| 2016 | Импульсы города                | Daria Power                                 | TEMNIKOVA I      |
| 2016 | Тепло                          | Sasha Samsonova                             | TEMNIKOVA I      |
| 2016 | Движения                       | Sasha Samsonova                             | TEMNIKOVA I      |
| 2017 | Сумасшедший русский (feat. ST) | Nikita Argunov                              | Защитники (OST)  |
| 2017 | Не обвиняй меня                | Alexey Golubev                              | non-album single |
| 2017 | Вдох                           | Alan Badoev, costume designer: Sonya Soltes | TEMNIKOVA II     |
| 2017 | Казался странным               | Aisultan Seitov                             | TEMNIKOVA II     |
| 2018 | Фиолетовый                     | Evgeny Sobolev                              | TEMNIKOVA II     |
| 2018 | Не сдерживай меня              | Evgeny Sobolev                              | TEMNIKOVA III    |
| 2018 | Не модные                      | Kate Yak                                    | TEMNIKOVA III    |
| 2019 | Бабочки                        | Leo Kolos                                   | TEMNIKOVA 4      |
| 2019 | Нет связи                      | Leo Kolos                                   | TEMNIKOVA 4      |
| 2019 | Говорила                       | Leo Kolos                                   | TEMNIKOVA 4      |
| 2019 | Душит ювелирка                 | Leo Kolos                                   | non-album single |
| 2019 | Жара                           | Medet Sheyakhmetov                          | non-album single |
| 2020 | Как Барби в поисках Кена       | Gana Bogdan                                 | non-album single |
| 2020 | Как на фантиках Love Is        | Aleksey Bondar                              | non-album single |